# 圣若泽-迪里巴马尔
圣若泽-迪里巴马尔是巴西马拉尼昂州的一个市镇。总面积386.282平方公里，总人口116309人，人口密度301.1人/平方公里。